# 고석정
고석정(孤石亭)은 대한민국 강원특별자치도 철원군 철원읍 동송읍 장흥리에 위치하고 있는 신라 진평왕 때 한탄강 중류에 세워진 정자이다. 1971년 12월 16일 강원도의 기념물 제8호로 지정되었다.

## 개요
고석정은 한탄강 변에 있는 정자이다. 세운 시기를 정확하게 알 수 없으나, 『신증동국여지승람』에 기록된 내용에 따르면 신라 진평왕(재위 579∼632)과 고려 충숙왕(재위 1294∼1339)이 여기에서 머물렀다고 한다. 그 외에도 고려 승려 무외(無畏)의 고석정기와 김량경의 시 등이 있다. 전해 내려오는 이야기에 따르면 의적 임꺽정이 고석정 앞에 솟아 있는 고석바위의 큰 구멍 안에 숨어 지냈다고 하는데, 이 바위에는 성지, 도력이 새겨져 있고 구멍 안의 벽면에는 유명대, 본읍금만이라고 새겨 있다. 현재 2층 정자는 한국 전쟁 때 불타 없어져 1971년에 콘크리트로 새로 지은 것이다.
순담은 고석정에서 2km 떨어진 곳에 있는 계곡을 일컬으며, 조선 영조(재위1724∼1776) 때 영의정을 지낸 유척기(1691∼1767)가 요양하던 곳이다. 이름의 유래는, 순조(재위 1800∼1834) 때 우의정을 지낸 김관주(1743∼1806)가 20평 정도의 연못을 파고 물풀인 순채를 옮겨다 심고서 ‘순담’이라 불렀다고 한다.
이곳은 기묘한 바위와 깎아 내린 듯한 벼랑 등으로 아름다울 뿐만 아니라 계곡에서는 보기 드문 하얀 모래밭이 천연적으로 형성되어 있다.

## 사진

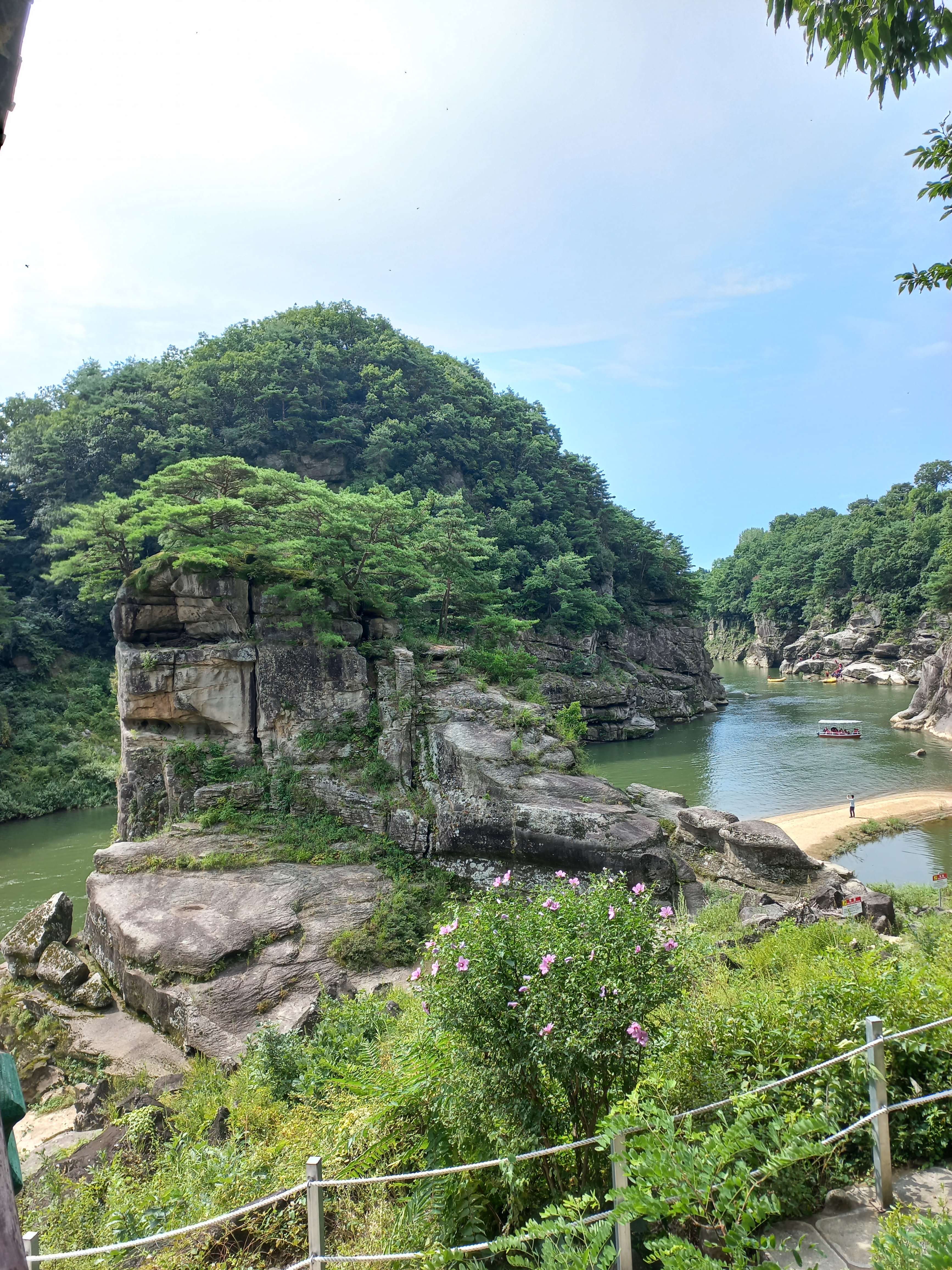
2023년 8월

## 같이 보기
- 순담
- 철원군의 지질

## 참고 자료
- 고석정 및 순담 - 국가유산청 국가유산포털